# Вујадин Радовановић
Вујадин „Вуја“ Радовановић (Младеновац, 12. јануар 1962) српски је стрипар, архитекта, илустратор и дизајнер. Дипломирао је 1989. на Архитектонском факултету Београду.
Објављује од 1982. у земљама бивше Југославије, Француској, Немачкој. Један је од оснивача стрипске групе „Баухаус 7“ са Зораном Туцићем, Радетом Товладијцем и Сашом Живковићем, 1981. године.

## Стрипографија

### Текући серијали
- „Чувари заборављеног времена“, сценарио Мирослав Марић.
  - прва епизода, колорни албум, „Дечје новине“, Горњи Милановац, 1990.
  - друга епизода, црно-бели албум, НИП „Књижевна реч“, Београд, 2000.
  - интеграл, заједно са трећим албумом серијала, црно-бело, „Darkwood“, Београд. 2012.  978-86-6163-068-2.
- „“, сценарио Мишел Дифран (као „Мирослав Драган“) и Гориан Делпатир, Delcourt, Француска

- „Дубровачки гусар“, сценарио Зоран Стефановић, по роману Бранка Видића, Студио „С. О. К. О.“, Београд
- „Инспектор Рака“, по сопственом сценарију, „Лавиринт“, Нови Сад
- „Ратови врста“, сценарио Дарко Мацан, Сергеј стрип, „Лавиринт“, Нови Сад

### Претходни серијали и једнократни стрипови
- „Џо XX“, сценарио Марко Фанчовић,  стрип магазин
- „Пројекат Ускрснуће“, сценарио Марко Фанчовић,  стрип магазин
- „“, сценарио Љуан Кока, YU стрип магазин
- Албум , књига 2 серијала „Pandora box“, Dupuis, Француска.
- Бројни краћи стрипови у периодици СФРЈ и Немачке.